# Daniela Kotschová
Daniela Kotschová (* 19. September 1985 in Poprad) ist eine ehemalige slowakische Skilangläuferin. 

## Werdegang
Kotschová nahm von 2002 bis 2014 an Wettbewerben der Fédération Internationale de Ski teil. Bei den Junioren-Weltmeisterschaften 2004 im norwegischen Stryn wurde sie 18. im Sprint, 51. im Freistilrennen über fünf Kilometer und Fünfte mit der slowakischen Langlaufstaffel. Ein Jahr später wurde sie bei den Junioren-Weltmeisterschaften 2005 im finnischen Rovaniemi 22. im Sprint, 42. im Freistilrennen über fünf Kilometer und 49. in der Verfolgung über 2 × 5 Kilometer. Seit 2006 trat sie beim Slaviccup an, den sie 2013 gewann. Ihr erstes von insgesamt sechs Weltcuprennen lief sie am 1. März 2008 im finnischen Lahti, als sie 63. wurde. Bei der Winter-Universiade 2009 im chinesischen Yabuli wurde sie 27. im Sprint und 49. im Verfolgungsrennen über zehn Kilometer. Bei der nordischen Skiweltmeisterschaft 2013 im Val di Fiemme belegte sie den 66. Platz im Sprint. Bei den Olympischen Winterspielen 2014 in Sotschi erreichte sie den 54. Rang im Sprint und den 13. Platz im Teamsprint. Anschließend beendete sie ihre Karriere.

## Erfolge

### Siege bei Continental-Cup-Rennen
| Nr. | Datum            | Ort                  | Disziplin       | Serie      |
| --- | ---------------- | -------------------- | --------------- | ---------- |
| 1.  | 16. Februar 2013 | Štrbské Pleso        | Sprint Freistil | Slavic Cup |
| 2.  | 2. März 2013     | Nové Město na Moravě | Sprint Freistil | Slavic Cup |